# Seznam perujskih pisateljev
Seznam perujskih pisateljev.

## A
- Ciro Alegría
- José María Arguedas

## C
- Alonso Cueto Caballero

## E
- José María Eguren

## I
- Fernando Iwasaki

## L
- Mario Vargas Llosa

## O
- José de la Riva-Agüero y Osma

## P
- Ricardo Palma

## S
- Felipe Sassone
- Manuel Scorza

## T
- Clorinda Matto de Turner

## V
- Inka Garcilaso de la Vega